# Bunt Ciompich
Bunt Ciompich – rewolta w Europie, w okresie późnego średniowiecza. 
Zainicjowany we Florencji w roku 1378 przez robotników znanych jako Ciompi (włoski wymowa: [tʃompi]), którzy domagali się uzyskania praw wyborczych. Ciompi to klasa robotników zatrudniona w przemyśle włókienniczym, która nie była reprezentowana przez jakikolwiek cech (gildię). Byli jednymi z najbardziej radykalnych grup klasy niższej.

## Bunt Ciompich
W 1378 r. Ciompi rozpoczęli tzw. Bunt Ciompich – krótko udane powstanie z pozbawionych praw klas niższych. „Popolo minuto”, które pozostały w pamięci traumatyczne dla członków głównych cechów, ale także przyczyniły się do wsparcia udzielonego Medyceuszom pokolenie później. Bunt krótko przyniósł do władzy w XIV-wiecznej Florencji bezprecedensowy poziom demokracji. Ciompi zostali jednak pokonani przez bardziej konserwatywne odłamy florenckiego społeczeństwa, kiedy to mniejsze i większe gildie zwarły szeregi w celu przywrócenia starego porządku. W opozycji do rewolucji Ciompich powstała kontrrewolucja, w której Salvestro de'Medici odgrywał znaczącą rolę. 
W czerwcu 1378 niekierowane grupy pracowników tekstylnych chwyciły za broń i zaatakowały budynki rządowe. Już 21 lipca niższe klasy przejęły rząd, umieszczając gręplarza wełny Michele di Lando w Biurze Wykonawczym, a także pokazując swój sztandar na Piazza della Signoria (placu w centrum Florencji). Zmusili organ zarządzający do stworzenia nowych gildii w celu udzielenia rewolucjonistom dostępu do gabinetu politycznego. Także podczas kontroli Ciompi zażądali, by zniesiono kary cielesne, a także dokonano reformy systemu podatkowego. Konflikty między tradycyjnymi cechami a Ciompi stały się jeszcze bardziej dogłębne. Dnia 31 sierpnia duża grupa Ciompich, która zebrała się na placu Piazza della Signoria została zaatakowana przez mniejsze i większe cechy, na czele, których stali rzeźnicy, w wyniku czego stworzone nowe gildie Ciompich zostały zniesione, a w ciągu czterech lat wielkie cechy odzyskały swą dominującą pozycję. W 1382 roku wszystkie reformy wprowadzone przez Ciompich zostały wyeliminowane. 
Wydarzenie to było traumatycznym epizodem dla klas wyższych. Jak można się spodziewać rzeźba Michele di Lando nie została umieszczona na fasadzie w Loggia del Mercato Nuov aż do końca XIX wieku, kiedy to ówcześni XIX wieczni historycy uznali di Lando za przywódcę narodu.